# Donje Komarevo
Donje Komarevo is een plaats in de gemeente Sisak in de Kroatische provincie Sisak-Moslavina. De plaats telt 300 inwoners (2001).